# Per Hedbor
Per Lars Gustav Hedbor, född 16 januari 1973 i Katarina församling i Stockholm, död 9 juli 2016 i Mantorp i Östergötlands län, var en svensk webbutvecklare och pionjär inom svensk webb.
Efter gymnasiet på Holavedskolan i Tranås studerade vid Linköpings universitet och tekniska högskola. Där blev han snart engagerad i datorföreningens Lysators webbprojekt. Per Hedbor utvecklade den första svenska webbplatsen 1993. Knuten till det norska programvaruföretaget Operas mobilwebbläsare Opera Mini var han senare verksam som programutvecklare.
Per Hedbor växte upp utanför Tranås i Småland och är son till fotografen Bertil Hedbor.